# Holger Wöckel
Holger Wöckel (* 24. August 1976 in Karl-Marx-Stadt, DDR) ist ein deutscher Jurist und Richter des Bundesverfassungsgerichts.

## Leben
Wöckel studierte Rechtswissenschaft in Dresden und Freiburg im Breisgau. Sein Rechtsreferendariat absolvierte er am Landgericht Freiburg. Nach seiner zweiten Staatsprüfung war er als Assistent am Lehrstuhl von Dietrich Murswiek am Institut für Öffentliches Recht der Albert-Ludwigs-Universität Freiburg tätig. Ab Juni 2010 war er Richter am Verwaltungsgericht Minden. Ab Januar 2013 erfolgte eine Abordnung als wissenschaftlicher Mitarbeiter an das Bundesverwaltungsgericht (6. Revisionssenat), die bis Ende Februar 2016 dauerte. Er wurde im Februar 2013 an der Albert-Ludwigs-Universität Freiburg  promoviert mit der Dissertation Festlegung von Flugverfahren. Rechtliche Grundlagen und Rechtmäßigkeitsanforderungen. Die Arbeit wurde mit dem Werner-von-Simson-Preis 2013 ausgezeichnet. Im September 2015 wurde Wöckel zum Richter am Oberverwaltungsgericht ernannt sowie an das Oberverwaltungsgericht für das Land Nordrhein-Westfalen in Münster versetzt. Dort war er in dem insbesondere für das Wirtschaftsverwaltungsrecht zuständigen 4. Senat tätig. Vom Januar 2016 bis zum März 2019 war er als wissenschaftlicher Mitarbeiter an den Verfassungsgerichtshof für das Land Nordrhein-Westfalen in Münster mit der Hälfte seiner Arbeitszeit abgeordnet. Anschließend war Wöckel von April 2019 bis zu seiner Ernennung zum Bundesrichter im Februar 2021 als wissenschaftlicher Mitarbeiter an das Bundesverfassungsgericht in Karlsruhe abgeordnet (Dezernat des Präsidenten Stephan Harbarth). Am 1. Februar 2021 wurde er Richter am Bundesverwaltungsgericht in Leipzig. Er war dem 7. Revisionssenat sowie dem 10. Revisionssenat zugewiesen.
Er wurde am 15. Dezember 2023 von der CDU/CSU als Bundesverfassungsrichter vorgeschlagen und am selben Tag vom Bundesrat als Nachfolger von Sibylle Kessal-Wulf einstimmig gewählt. Am 21. Dezember 2023 wurde Wöckel von Bundespräsident Frank-Walter Steinmeier zum Richter des Bundesverfassungsgerichts ernannt. Er ist nach Ines Härtel der zweite in der DDR geborene Bundesverfassungsrichter.

## Schriften
- Festlegung von Flugverfahren: rechtliche Grundlagen und Rechtmäßigkeitsanforderungen (= Schriften zum öffentlichen Recht. Band 1249). Duncker & Humblot, Berlin 2013, ISBN 978-3-428-14113-5.
- Grundzüge des Immissionsschutzrechts. Freiburg 2008 (PDF).
- Grundzüge des deutschen Staatshaftungsrechts. Freiburg 2006 (PDF).